# 1976年夏季残疾人奥林匹克运动会瑞士代表团
1976年夏季残疾人奥林匹克运动会瑞士代表团是瑞士派出的1976年夏季残疾人奥林匹克运动会代表团。获得10枚金牌、12枚银牌和10枚铜牌。